# Szakos Csaba
Szakos Csaba (Miskolc, 1975. augusztus 9. –) labdarúgó, hátvéd.

## Pályafutása
Első NB I-es mérkőzése 1998. augusztus 1. BVSC - Újpesti TE volt, ahol csapata 3–0-s vereséget szenvedett. Egy-egy idény játszott a Diósgyőri VTK és a Dunaferr csapataival az élvonalban. Utóbbi csapattal ezüstérmet nyert a 2000–01-es bajnokságban. Játszott Nyíregyházán a Diósgyőr kölcsönjátékosaként.

## Sikerei, díjai
- Magyar bajnokság
  - 2.: 2000–01